# Comuna Osokorivka, Bobrovîțea
Osokorivka (în ucraineană Осокорівка) este o comună în raionul Bobrovîțea, regiunea Cernihiv, Ucraina, formată din satele Naumivka și Osokorivka (reședința).

## Demografie
Componența lingvistică a comunei Osokorivka
     Ucraineană (98,45%)
     Rusă (1,55%)
Conform recensământului din 2001, majoritatea populației comunei Osokorivka era vorbitoare de ucraineană (98,45%), existând în minoritate și vorbitori de rusă (1,55%).